# Jagex
Jagex Games Studio (ook: Jagex Ltd., Jagex Software of JaGeX) is een online computerspelbedrijf gevestigd in Cambridge, Verenigd Koninkrijk, het bekendst van hun twee versies van RuneScape MMO, net als van het maken van de FunOrb-gamesite en het publiceren van de strategische spel War of Legends. Jagex is ook de eigenaar van MMO Planetarion.
In het kantoor in Cambridge zijn meer dan 450 werknemers werkzaam voor Jagex. Het bedrijf werd opgestart in 1997 door Andrew Gower, zijn oudere broer Paul Gower en Constant Tedder. Jagex staat voor "Just About the Game Experience". Oorspronkelijk was dit "Java Audio + Graphics Extension", waarna het veranderde in "Java Gaming Experts". Deze naam kwam voort uit het programmeertaal die Jagex gebruikt voor de games, namelijk Java. De huidige CEO is Phil Mansell.

## Geschiedenis
Jagex werd gestart als een klein bedrijf in Cambridge. Het bedrijfje maakte kleine spelletjes, zoals Vertigo en Meltdown. Andrew Gower, het voormalige hoofd van Jagex, wilde het iets groter aanpakken. Hij besloot om met Jagex een groter en beter spel te maken, namelijk DeviousMUD, wat heden ten dage uitgegroeid is tot de bekende MMORPG "RuneScape". Gower wist precies waar hij naartoe wilde maar had een halfjaar de tijd genomen om enkel en alleen het verhaal, concept en kenmerken van het spel te noteren.
In de tussentijd kreeg het bedrijf ook een afdeling in Londen.

## Spellen

### RuneScape
Onder leiding van Andrew Gower begon Jagex in 1998 met het ontwerpen van DeviousMUD, welke naam later werd veranderd in RuneScape. In 1999 kwam het spel uit en in 2003 de tweede versie. Op 12 juni 2008 werd RuneScape overgezet naar een HD-versie. Op 15 juli 2013 kwam de derde versie van het spel uit.

### FunOrb
In februari kwam FunOrb uit, het gaming portal van Jagex. Er zijn multiplayer en singleplayer spellen te vinden. Beperkte versies van alle spellen zijn beschikbaar voor F2P, maar er kan ook voor worden gekozen lid te worden en uitbreidingen voor de meeste spellen te krijgen, evenals een aantal andere extra's op de website.

### War of Legends
In december 2009 werd op de officiële Jagex-Twitterpagina iets bekend over War of Legends. Het werd begin 2010 uitgebracht. Dit is de eerste game die gemaakt was door een ander bedrijf en gepubliceerd door Jagex. Het is een strategisch spel dat zich afspeelt in de Chinese mythologie.

### Stellar Dawn
Sinds 2006 is Jagex bezig aan een nieuwe MMORPG in het sciencefictiongenre. Dit spel had de codenaam MechScape. Het spel zou eind 2009 worden gelanceerd, maar omdat het Jagexteam ontevreden was over het resultaat, werd het project geschrapt en werd opnieuw begonnen, nu onder de naam Stellar Dawn. De site van dit spel is inmiddels online en men kan inschrijven voor de selectie van de gesloten bèta. Jagex verwachtte het spel eind 2011 te lanceren, maar dat lukte niet. Voorlopig zijn de ontwikkelingen van dit spel stopgezet.

### 8Realms
In 2011 begon Jagex ook met een nieuw spel genaamd 8realms. Men kon zich inschrijven voor de open bèta van het spel, maar dit is nu gesloten.

### Ace of Spades
In 2012 kwam op Steam het spel Ace of Spades uit. In 2019 werden de servers gesloten.

### Chronicle: RuneScape Legends
Op 26 mei 2016 verscheen Chronicles: RuneScape Legends op Steam.